# Guy Chavenon
Pour les articles homonymes, voir Chavenon (homonymie).
Guy Chavenon (né le 30 juin 1911 à Chantelle (Allier), mort le 7 avril 1973 à Paris), est un médecin militaire, officier du corps de santé des troupes coloniales françaises, compagnon de la Libération (décret du 7 juillet 1945) au titre de son action dans la France libre.

## Jeunesse et formation
Il est le fils d'un juge de paix. Suivant les affectations de son père, il fait ses études secondaires au collège de Cambrai puis au lycée Banville, à Moulins. Il entre à l'école de Santé navale à Bordeaux en 1932, puis suit les cours de l’École du Pharo et devient médecin du Corps de santé colonial au 4e régiment de tirailleurs sénégalais de Fréjus.

## Seconde guerre mondiale
Il sert à Pointe-Noire au Congo à partir de 1940, au département sanitaire du Kouilou, puis au service chirurgical de l'hôpital de Pointe-Noire. Répondant à l'appel du général de Gaulle, il essaye de quitter l'Afrique équatoriale française pour gagner un territoire allié. Après deux tentatives infructueuses, il reste à Pointe-Noire où il lutte pour rallier la colonie à la France libre.
Il prend part à la campagne du Gabon avec la colonne Parant en octobre et novembre 1940 avant d'être affecté comme directeur du service de Santé du Gabon et de l'hôpital de Libreville où il exerce comme chirurgien.
En novembre 1941 il est chargé de former, à Bangui, au sein de la Colonne Leclerc, le Groupe sanitaire de colonne no 2 dont il prend le commandement. En octobre 1942, il participe à la seconde campagne du Fezzan et à celle de Tripolitaine. Lors des combats de Tunisie, Guy Chavenon se distingue, en tant que chirurgien, le 10 mars 1943, à Ksar Rhilane, en opérant sans relâche. Proche du général Leclerc, il en devient le médecin personnel.
En 1944, il effectue la campagne de Normandie. Il fait preuve de sang-froid et de courage en assurant le traitement des blessés au cours du bombardement aérien de Ducey. À la fin du mois d'août, avec la 2e Division blindée, Guy Chavenon entre dans Paris libéré. Il est blessé, le 23 novembre 1944, au moment de la prise de Strasbourg.

## Après-guerre
Il repart avec Leclerc pour l'Indochine. À son retour en France en août 1946, il est affecté à l'état-major du général Leclerc. En 1948, Guy Chavenon part au Togo, où il participe à l'équipement de l'hôpital de Lomé. Il est ensuite adjoint au chef des Services chirurgicaux de l'Hôpital Bégin à Saint-Mandé. Il est ensuite directeur du service de santé à Madagascar de 1954 à 1961. Promu médecin général en 1966, il est nommé directeur adjoint du service de santé de la 9e Région militaire.
Il prend sa retraite à Vichy (Allier). Guy Chavenon meurt le 7 avril 1973 à l'hôpital Necker à Paris. Il a été inhumé dans son village natal de Chantelle.

## Décorations
- Commandeur de la Légion d'honneur
- Compagnon de la Libération par décret du 7 juillet 1945
- Croix de guerre 1939–1945
- Croix du combattant volontaire de la guerre de 1939–1945

- Croix du combattant
- Médaille coloniale avec agrafes "AFL", "Tripolitaine", "Tunisie"
- Médaille commémorative des services volontaires dans la France libre
- Officier de l'ordre de la Santé publique
- Officier de l'Ordre de l'Étoile
- Officier de l'Ordre de l'Étoile d'Anjouan
- Commandeur de l'Ordre de l'Étoile de la Grande Comore